# Аргановое масло

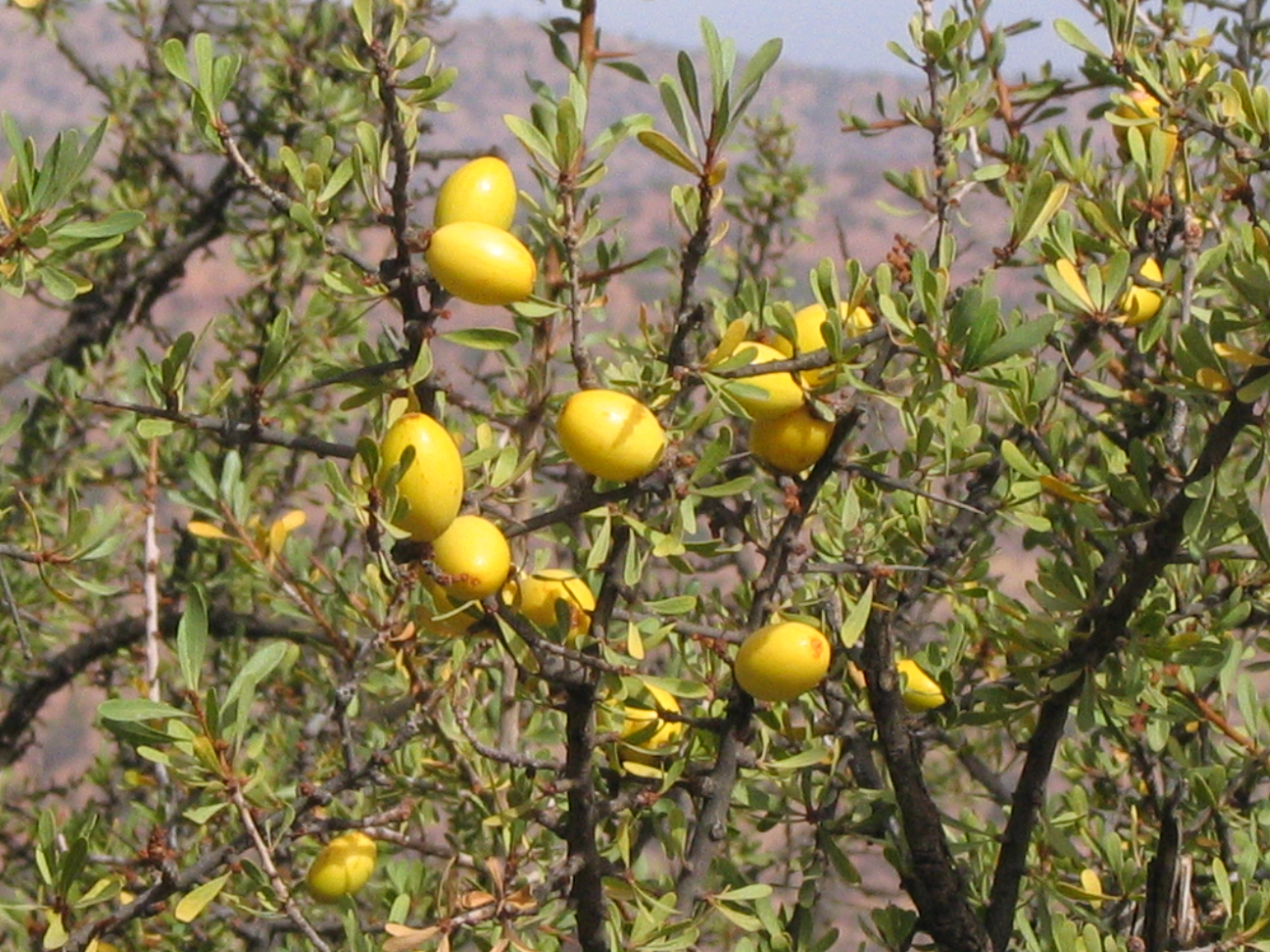
Зрелые плоды аргании

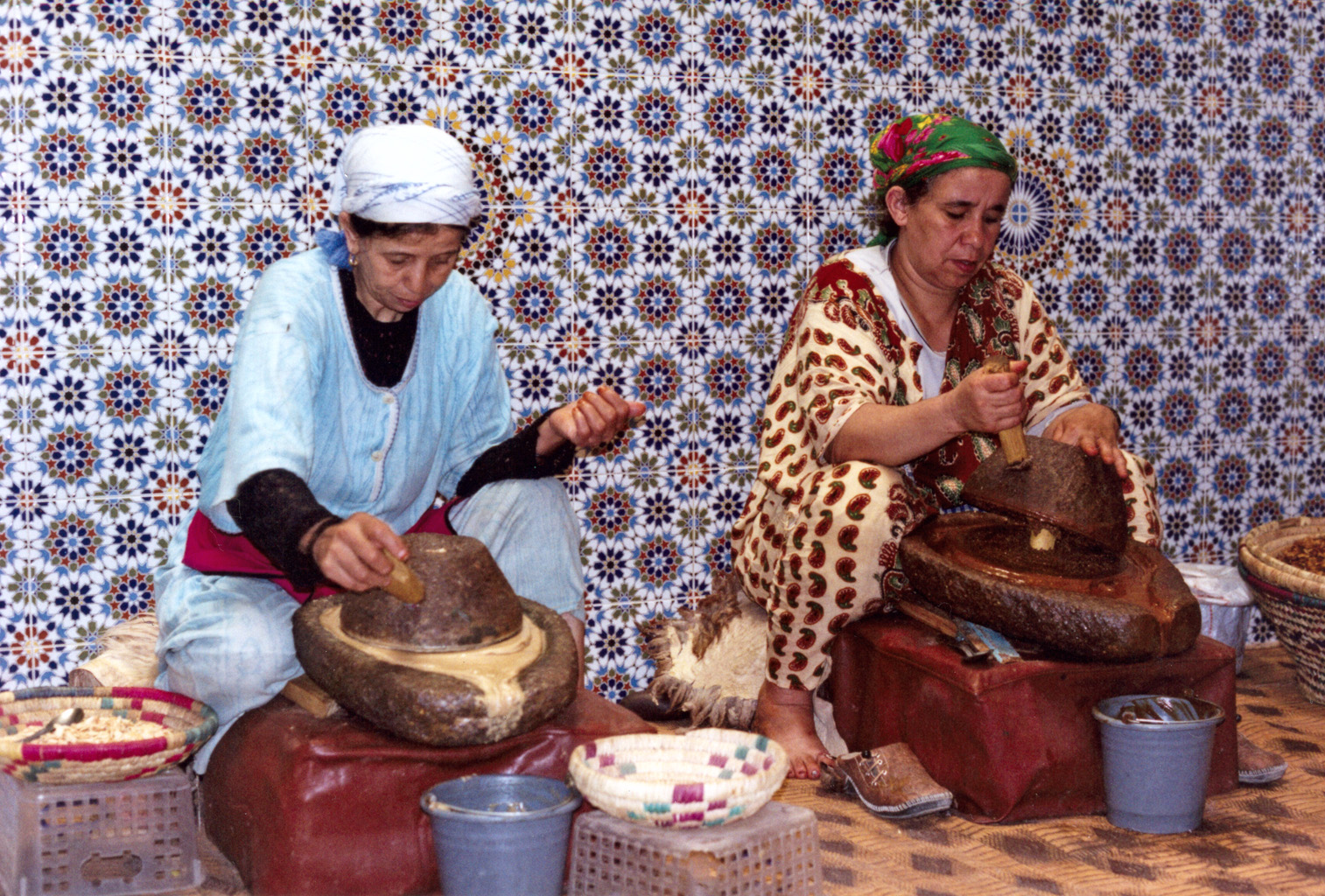
Ручное производство арганового масла

Арга́новое ма́сло — растительное масло, изготавливаемое из плодов аргании (лат. Sideroxylon spinosum, syn. Argania spinosa). Аргановое масло широко используется в традиционной кухне юго-запада Марокко. Богатое токоферолами, каротином, незаменимыми и ненасыщенными жирными кислотами, оно также используется в косметических целях.

## Происхождение
Аргановое масло остаётся одним из самых редких масел в мире из-за весьма ограниченного ареала аргании. Это дерево растёт в полупустынях, где, благодаря глубокой корневой системе, защищает почвы от эрозии и служит естественным барьером против опустынивания. Разновидности аргании некогда произрастали во всей Северной Африке, а теперь находятся в опасности и под защитой ЮНЕСКО. Организация объявила территорию в 2 560 000 гектар, простирающуюся на юго-западе Марокко от Атлантического океана до гор Высокого Атласа и Антиатласа, Аргановым биосферным заповедником (фр. Arganeraie — Арганерея).

## Применение в кулинарии и косметологии
Существует два типа арганового масла. Пищевое масло, более тёмного цвета и с более выраженным вкусом, что связано с термической обработкой. Это масло обычно используется в кулинарии, но не должно подвергаться сильному нагреванию. Оно очень питательное и входит в состав традиционной пасты амлу. Эта паста, состоящая из арганового масла, измельчённого миндаля и мёда, часто употребляется с хлебом на марокканский завтрак.
Органолептические свойства арганового масла делают его ценным для кулинарного искусства. Вкус миндаля и лесного ореха, получаемый благодаря слабой обжарке плодов аргании (с которой связан более тёмный цвет масла), обогащает такие блюда, как кускус, рыба и соусы. При употреблении арганового масла наблюдается стабилизация уровня холестерина в крови.
Косметическое масло более светлое и используется для аппликаций на коже, так как помогает при лечении кожных болезней (экзема, пересушенная кожа, склонная к атопии), а также при уходе за волосами, поскольку активно питает и восстанавливает, придаёт интенсивный живой блеск, устраняет тусклость, ломкость.